# Hosana (zpěvník)
Hosana je zpěvník křesťanských písní (včetně mešních) od převážně současných autorů, který vydalo nakladatelství Portál. Dosud vyšly tři díly:
- Hosana (modrá, poprvé vydána 1993)
- Hosana 2 (zelená, poprvé vydána 1996)
- Hosana 3 (oranžová, poprvé vydána 2006)

## Řazení
U každé písně je zaznačeno, pro jaké příležitosti je vhodná (např. části katolické mše svaté). 

## Jednotlivá vydání

### Hosana (modrá)
Obsahuje písně dosud nepublikované i výběr písní ze starších českých křesťanských zpěvníků; např. ze zpěvníku Cantate, Magnificat, Hlaholík nebo Effatha. Součástí jsou také písně ze zpěvníků křesťanských hudebních skupin.
Autory 1. dílu zpěvníku jsou Josef Glogar, Martin Holík, Vladimír Koronthály a Michael Martinek. Obálku ilustrovala Martina Špinková.
| Vydání | Rok  | Počet stran | ISBN              |
| ------ | ---- | ----------- | ----------------- |
| 1.     | 1993 |             |                   |
| 2.     | 2007 | 640         | 978-80-7367-288-1 |

### Hosana 2 (zelená)
Autoři: Josef Glogar, Jan Horký, Vladimír Kopřiva a Jiří Orzság. Ilustrace: Martina Špinková. Předmluvu napsal plzeňský biskup mons. František Radkovský.
Zpěvník je rozdělen na 3 celky: písně, mešní celky, tematické celky.
| Vydání | Rok  | Počet stran | ISBN              |
| ------ | ---- | ----------- | ----------------- |
| 1.     | 1996 | 672         | 80-7178-091-X     |
| 2.     | 2004 | 680         | 978-80-7367-289-8 |

### Hosana 3 (oranžová)
Obsahuje 350 nových písní od autorů uvedených v předchozích dvou dílech a také písně od do té doby méně známých hudebníků jako je např. Martin Gřiva nebo Vojtěch Král.
| Vydání | Rok  | Počet stran | ISBN              |
| ------ | ---- | ----------- | ----------------- |
| 1.     | 2006 | 696         | 978-80-7367-090-0 |